# Diriangén FC
Diriangén Fútbol Club – nikaraguański klub piłkarski z siedzibą w mieście Diriamba, w departamencie Carazo. Występuje w rozgrywkach Primera División. Domowe mecze rozgrywa na obiekcie Estadio Cacique Diriangén. Często określany poprzez swój przydomek Cacique Diriangén.

## Osiągnięcia

### Krajowe
- Liga Primera

| zwycięstwo (33):     | 1940, 1941, 1942, 1943, 1944, 1945, 1949, 1953, 1956, 1959, 1969, 1970, 1974, 1981, 1982, 1983, 1987, 1989, 1992, 1995, 1996, 1997, 2000, 2004 (A), 2005 (C), 2006, 2018 (C), 2021 (C), 2021 (A), 2022 (C), 2023 (A), 2024 (C), 2024 (A) |
| drugie miejsce (11): | 1948, 1985, 1988, 1991, 1999, 2001, 2003, 2003 (A), 2004 (C), 2020 (A), 2023 (C) |

- Copa Primera

| zwycięstwo (5):     | 1990, 1996, 1997, 2020, 2024 |
| drugie miejsce (1): | 2019                         |

## Aktualny skład
Stan na 26 grudnia 2024.
| Nr | Poz. | Piłkarz                |
| -- | ---- | ---------------------- |
| 2  | OB   | Anyelo Velásquez       |
| 3  | OB   | Justing Cano           |
| 4  | OB   | Melvin Hernández       |
| 5  | OB   | Erick Téllez (kapitan) |
| 7  | NA   | Carlos Leonel Torres   |
| 8  | PO   | Jonathan Moncada       |
| 9  | PO   | Luis Fernando Coronel  |
| 10 | PO   | Matías Galvaliz        |
| 11 | NA   | Anderson Treminio      |
| 12 | PO   | Jonathan Zapata        |
| 13 | OB   | Didier Delgado         |
| 14 | PO   | Jason Coronel          |

| Nr | Poz. | Piłkarz           |
| -- | ---- | ----------------- |
| 16 | PO   | Junior Arteaga    |
| 17 | PO   | Richard Rodríguez |
| 18 | NA   | Renzo Carballo    |
| 19 | OB   | Juan Luis Pérez   |
| 21 | OB   | Francisco Flores  |
| 24 | BR   | Ronaldo Ruíz      |
| 25 | BR   | Esdras González   |
| 27 | OB   | Luis Copete       |
| 33 | NA   | Cristopher Muñóz  |
| 40 | NA   | Ly Wei            |
| 46 | NA   | Andrés Reyes      |
| 54 | PO   | Oliver Orozco     |